# Kevin Berthome
Kevin Berthome (Cavaillon, 18 maggio 1982) è un pilota motociclistico francese ritiratosi dall'attività agonistica.

## Carriera
È stato pilota di Supermotard nel Campionato del Mondo Supermoto in classe S1. Ha iniziato la sua carriera alla guida di moto Yamaha per passare nel 2007 alla Honda del team Cross2R e l'anno successivo, sempre con lo stesso team alla Husqvarna.
Durante il Campionato del Mondo Supermoto 2008 è stato coinvolto durante la prova disputatasi in Austria in un grave incidente che ha coinvolto anche l'altro pilota Néstor Jorge Cabrera.

## Palmarès
- 2002: 30º posto Campionato Francese Supermoto classe 450 (su Yamaha)
- 2003: 33º posto Campionato del Mondo Supermoto (su Yamaha)
- 2003: 11º posto Campionato Francese Supermoto classe Prestige (su Yamaha)
- 2003: 11º posto Campionato Francese Supermoto classe 450 (su Yamaha)
- 2004: 4º posto Campionato Francese Supermoto classe 450 (su Yamaha)
- 2005: 10º posto Campionato Francese Supermoto classe 450 (su Yamaha)
- 2006: 14º posto Campionato Francese Supermoto classe 450 (su Yamaha)
- 2006: 26º posto Campionato del Mondo Supermoto S2 (su Yamaha)
- 2007: 2º posto Campionato Francese Supermoto classe 450 (su Honda)
- 2007: 5º posto Campionato del Mondo Supermoto (su Honda)
- 2007: 21º posto Campionato AMA Supermoto Unlimited (2 gare su 10) (su Honda)
- 2008: 4º posto Campionato Francese Supermoto S1 (su Husqvarna) - infortunio
- 2008: 19º posto Campionato del Mondo Supermoto S1 (su Husqvarna) - infortunio
- 2010: 15º posto Campionato Francese Supermoto S1 (2 gare su 7) (su TM)
- 2010: 19º posto Campionato Francese Supermoto Supercampione (2 gare su 7) (su TM)